# Hormese
Hormesis (fra græsk hórmēsis "hurtig bevægelse") er et samlebegreb for en række biologiske processer, der starter, når en organisme udsættes for en eller flere skadelige stoffer i en lav koncentration som toksiner, giftstoffer og radioaktive stoffer..
I stedet for at have en negativ effekt på cellen eller organismen beskrives de som havende en positiv effekt på denne. Effekten har været omtalt siden 1880'erne, men betegnelsen "hormesis" blev introduceret i 1943 af Chester Southam og John Ehrlich.
Effekten beskrives som kontroversiel og er blevet kritiseret i mange naturvidenskabelige artikler..